# Hoplitis hemisphaerica
Hoplitis hemisphaerica är en biart som först beskrevs av Johann Dietrich Alfken 1935.  Hoplitis hemisphaerica ingår i släktet gnagbin, och familjen buksamlarbin. Inga underarter finns listade i Catalogue of Life.